# Północnokaukaski Okręg Wojskowy (ZSRR)
Północnokaukaski Okręg Wojskowy (ros. Северо-Кавказский военный округ, СКВО) – ogólnowojskowy, operacyjno-terytorialny związek radzieckich sił zbrojnych.

## Formowanie i zmiany organizacyjne
Utworzony rozkazem Rewolucyjnej Rady Wojskowej Republiki nr 924/163 z 30 kwietnia 1921. Sztab znajdował się w Rostowie nad Donem.
2 lipca 1943 sformowano na bazie Frontu Zakaukaskiego Północnokaukaski Okręg Wojskowy z dowództwem w Rostowie. Od 9 lipca1945 do 24 lutego 1946 obszar OW pozostawał podzielony na Doński OW z 61 Armią, Kubański OW z 60 Armią  i Stawropolski OW z 59 Armią  oraz 1 Gwardyjską Grupą Konno-Zmechanizowaną. W 1946 w obszar okręgu włączono Dagestańską Socjalistyczną Republikę Radziecką. Do 1953 obszar OW ponownie podzielono na Północnokaukaski Okręg Wojskowy z dowództwem w Krasnodarze i Doński OW z dowództwem w Rostowie.

W 1990 pozostawał w podporządkowaniu Głównego Dowództwa Kierunku Południowego ze sztabem w Baku.

## Struktura organizacyjna
Skład w 1990
- dowództwo Okręgu – Rostów
- 12 Korpus Armijny
- 34 Korpus Armijny
- 42 Korpus Armijny
- 110 Dywizja Artylerii

## Oficerowie dowództwa okręgu
dowódcy okręgu
- gen. por (od 1940) Michaił Jefriemow: 11 czerwca 1940 (rozkaz LKO nr 02581) - 15 sierpnia 1940 (rozkaz LKO nr 0094)
- gen. płk (od 1941) Fiodor Kuzniecow: 15 sierpnia 1940 (rozkaz LKO nr 0094) - 18 grudnia 1940 (rozkaz LKO nr 556)
- gen. por. (od 1940) Andriej Jeriomienko: 18 grudnia 1940 (rozkaz LKO nr 556) - 14 stycznia 1941 (rozkaz LKO nr 0145)
- gen. por. (od 1940) Iwan Koniew: 14 stycznia 1941 (rozkaz rozkaz LKO nr 0145) - ?

członkowie rady wojskowej
- komisarz dywizyjny (1939) Iwan Szekłanow: 27 marca 1939 (rozkaz LKO nr 0080) - ?;

szefowie sztabu
- gen. mjr (1940) Dmitrij Nikiszow: 8 sierpnia 1937 (rozkaz LKO nr 3019) - 15 sierpnia 1940 (rozkaz LKO nr 0094);
- gen. mjr (1940) Siergiej Trofimienko: 15 sierpnia 1940 (rozkaz rozkaz LKO nr 0094) - 14 stycznia 1941 (rozkaz LKO nr 0145);
- gen. por. (1940) Wieniamin Złobin: 14 stycznia 1941 (rozkaz rozkaz LKO nr 0145) - ?